# Nemadoras
Nemadoras es un género de peces actinopeterigios de agua dulce, distribuidos por ríos y lagos de América del Sur.

## Especies
Existen cuatro especies reconocidas en este género:
- Nemadoras cristinae Sabaj Pérez, Arce H., Sousa y Birindelli, 2014
- Nemadoras elongatus (Boulenger, 1898)
- Nemadoras hemipeltis (Eigenmann, 1925)
- Nemadoras humeralis (Kner, 1855)